# Mattie Silks
Mattie Silks   (comtat de Fayette, 1848 - Denver, 7 de gener de 1929), també coneguda com Martha Ready, va ser una prostituta i madam a finals del segle xix al Vell Oest.

## Primer anys
Silks va néixer a Fayette County (Pennsilvània), i es va criar a Indiana. Després de treballar com a prostituta a Abilene (Texas) i Dodge City (Kansas), es va convertir en la madam d'un bordell a Springfield (Illinois) el 1865 a l'edat de 19 anys. Es va convertir en una de les madams més conegudes de l'Oest, tenint bordells luxosos a Dodge City, Georgetown, Colorado i Denver, Colorado, on la demanda de dones era alta a causa de la febre de l'or de Colorado.

## La seva vida en Denver
Silks va ser descrita com a bella, de rostre rodó, rossa d'ulls blaus, petita i grassoneta, amb esperit i naturalesa competitives. Va comprar el seu primer bordell a Holladay Street (actual Market Street) a Nellie French per 13.000 dòlars i va patir la dura competència d'altres bordells. En cert moment, ella i una altra madam, Kate Fulton, van protagonitzar el primer duel registrat a Denver entre dues dones. A més de dirigir bordells rivals, totes dues van començar una relació amb el mateix home, Cortez Thomson, un empresari local. Totes dues van fallar el seu objectiu, però la bala de Silks va ferir lleument un dels presents, ni més ni menys que el mateix Thomson. El 1884, quan ell va quedar vidu, es van casar. Quan Thomson va morir el 1900, Silks li pagaria el millor funeral, taüt i làpida.
Del 1877 al 1897, el seu elegant bordell en una casa de tres pisos va ser el més reeixit a Denver i Silks va ser coneguda com la «Reina del barri vermell de Denver» (Queen of Denver’s Red Light District). El 1898, la madam Jennie Rogers va obrir la House of Mirrors (la Casa dels Miralls) i ràpidament la va superar. Jennie Rogers va morir el 1909, i després Silks va adquirir la popular House of Mirrors per 14,000 dòlars. Va continuar treballant com a madam, va viatjar, i va invertir en immobles, fent-se una dona molt rica.
Va contractar a «Handsome» Jack Ready com el seu porter. Era molt més jove que ella i es va casar amb ell septuagenària el 1923. Silks va morir el 1929 per complicacions després d'una caiguda on es va trencar el maluc. Molt poques persones van assistir al funeral. Està enterrada sota el nom de Martha Ready, amb el seu marit Cortez Thomson, al bloc 12-parcel·la 31, del Cementiri de Fairmount a Denver. Tot i que al llarg d'una carrera de quaranta anys havia guanyat milions, Silks només va deixar 4.000 dòlars en immobles i 2.500 dòlars en joies.